# 叶卡捷琳娜·季亚琴科
叶卡捷琳娜·弗拉基米罗芙娜·季亚琴科（俄語：Екатерина Владимировна Дьяченко，羅馬化：Yekaterina Vladimirovna Dyachenko，1987年8月31日—），生于圣彼得堡，前俄罗斯佩剑运动员，2016年夏季奥林匹克运动会女子佩剑团体金牌得主。